# Petrus Picardus
Petrus Picardus (wirksam um 1280/1290) war ein französischer Musiktheoretiker des späten 13. Jahrhunderts.

## Leben und Werk
Laut Hieronymus de Moravias Tractatus de musica ist Petrus Picardus der Autor einer praktischen Kurzfassung der Ars cantus mensurabilis des Franco von Köln.
Edmond de Coussemaker (1864), Hugo Riemann (21921), Heinrich Hüschen (1962) und Albert Seay/C.  Matthew Balensuela (22001) schließen die Identität mit dem Komponisten und Musiktheoretiker Petrus de Cruce aus, der in Amiens in der Picardie wirkte. Michel Huglo (1980/81) und der italienische Musikwissenschaftler Franco  Alberto Gallo (1984) halten sie für wahrscheinlich. Der österreichische Musikwissenschaftler Heinz Ristory (1988), der US-amerikanische Musikhistoriker Peter M.  Lefferts (1991) und der französisch-japanische Musikwissenschaftler Shin Nishimagi (1997) halten sie für möglich.